# 西村真城
西村 真城（にしむら なおき、1988年7月20日 - ）は、日本の俳優。エビス大黒舎・Team Ebisu所属。愛知県出身。身長175cm、体重58kg。

## 出演

### 映画
- プラチナデータ　大友啓史監督

### テレビ
- ウロボロス〜この愛こそ、正義。　 第5話（2015年2月13日、TBS） - 警察官役
- わたしのウチには、なんにもない。　第1話（2016年2月6日、NHK BSプレミアム） - 洗剤A役

### CM
- JR東海　東京ラーメンストリート
- JZoom
- 日産

### 舞台
- 初級恋愛講座（2014年7月12日-7月13日、エビ大塾TRIAL ACT vol.2）
- TEAM SHIMaaaN（2015年1月6日-1月11日、しまぁ〜ん共和国公演）[2]
- Conscientia（2015年10月23日-10月25日、演劇ユニットMemes公演）[3]
- ドブ恋5（2015年11月24日-11月29日、女々公演、千本桜ホール）[4]
- DANCE:M（2016年2月6日-2月7日、ROGO公演）[5]
- ウラワライ（2016年3月8日-3月13日、女々公演）[6]
- ドブ恋6（2016年6月7日-6月12日、女々公演）[7]
- ドブ恋7（2016年10月18日-10月30日、女々公演）[8][9]

### その他
- WEB・ポスター　JR東海　東京ラーメンストリート